# Eurytrochus
Eurytrochus is een geslacht van weekdieren uit de klasse van de Gastropoda (slakken).

## Soorten
- Eurytrochus affinis (Garrett, 1872)
- Eurytrochus charopiformis Willan, 2020
- Eurytrochus concinnus (Pilsbry, 1889)
- Eurytrochus danieli (Crosse, 1862)
- Eurytrochus fragarioides Willan, 2020
- Eurytrochus maccullochi (Hedley, 1907)
- Eurytrochus reevei Montrouzier in Souverbie & Montrouzier, 1866
- Eurytrochus strangei (A. Adams, 1853)

### Synoniemen
- Eurytrochus bathyrhaphe (E. A. Smith, 1876) => Clanculus bathyrhaphe (E. A. Smith, 1876)
- Eurytrochus cognatus (Pilsbry, 1903) => Clanculus cognatus (Pilsbry, 1903)